# Song for America (singolo)
Song of America è un singolo della rock band statunitense Kansas, pubblicato nel 1975 ed estratto dall'album omonimo dello stesso anno.  

## Testo
Il testo descrive in maniera critica le condizioni degli Stati Uniti prima e dopo la colonizzazione.
L'unico autore del brano è il chitarrista Kerry Livgren.

## Altre versioni
Vi sono numerose cover di questo brano, tra le quali si ricorda quella realizzata dal violinista Mark Wood.